# Cavallo a dondolo

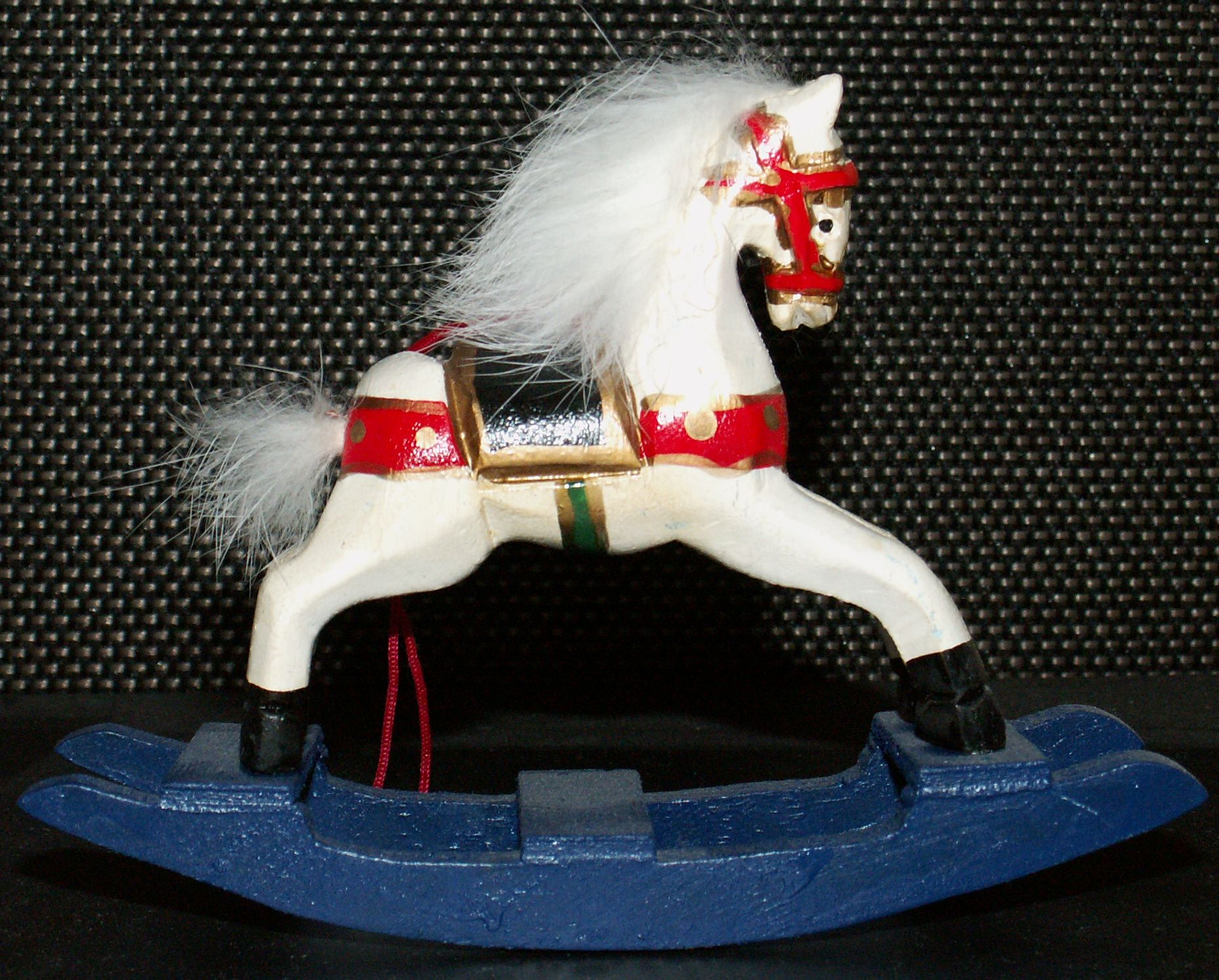
Un cavallo a dondolo

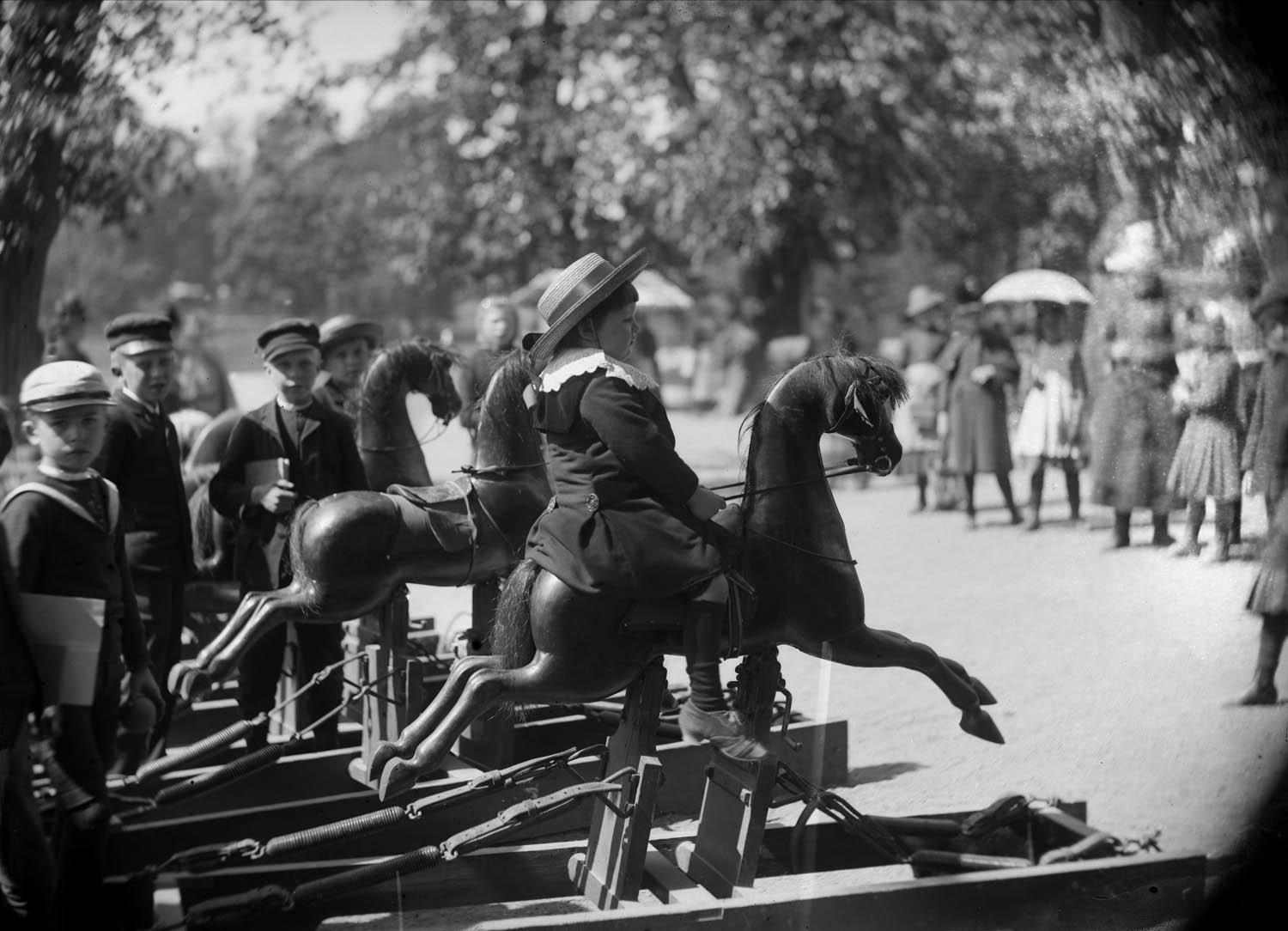
Cavallo a dondolo, Stockholm, anni 1880.

Il cavallo a dondolo è un giocattolo infantile, generalmente in forma di cavallo con due pattini curvi come quelli di una sedia a dondolo, di dimensioni tali che il bambino possa sedersi sopra e dondolarsi.
Esistono cavalli a dondolo per maschietti e per femminucce, questi ultimi invece della groppa presentano una sediolina, dove la bimba può sedere comodamente.